# Supiori
Supiori (nota anche come Supitori) è un'isola della Nuova Guinea Occidentale, Indonesia.

## Geografia
L'isola Supiori è un'isola oceanica posizionata nella Baia di Cenderawasih, appartenente alle Isole Schouten. È separata ad est da un piccolo canale dall'isola Biak.
Centro principale è Sorendiweri. Altre località sono Korido e Yenggarbun.
Il clima è tropicale umido. Il terreno è composto principalmente di montagne calcaree accidentate ricoperte da foreste tropicali umide a foglia larga.